# Caroline Champetier

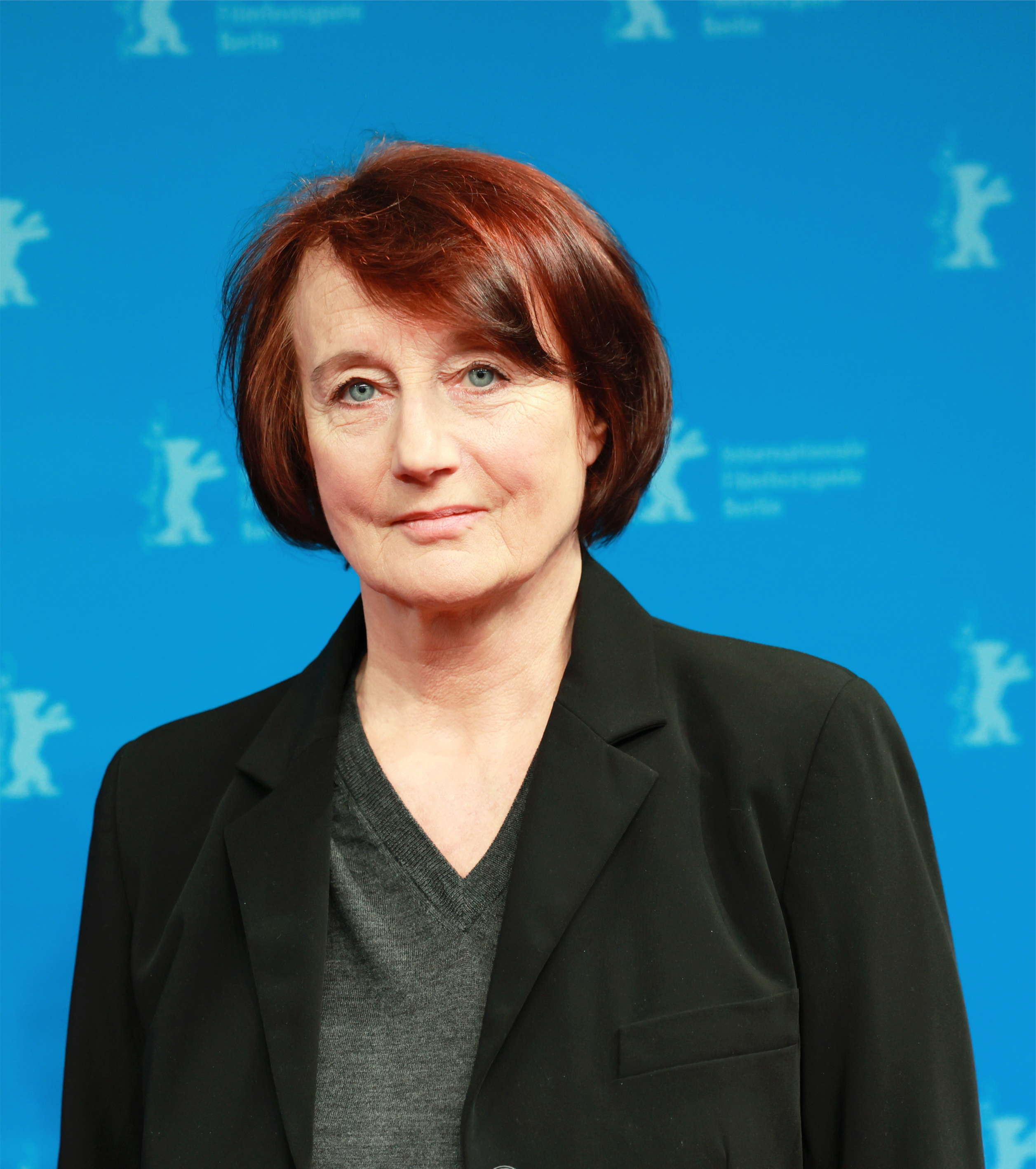
Caroline Champetier bei der Berlinale 2023

Caroline Champetier (* 16. Juli 1954 in Paris) ist eine französische Kamerafrau, die an der Realisierung von weit mehr als 100 Filmen beteiligt war. Für ihr „außergewöhnliches Werk, mit dem sie die Sichtweise vieler einzigartiger Filmschaffender mitgestaltet“ habe, wurde sie auf der Berlinale 2023 mit der Berlinale Kamera ausgezeichnet.

## Leben

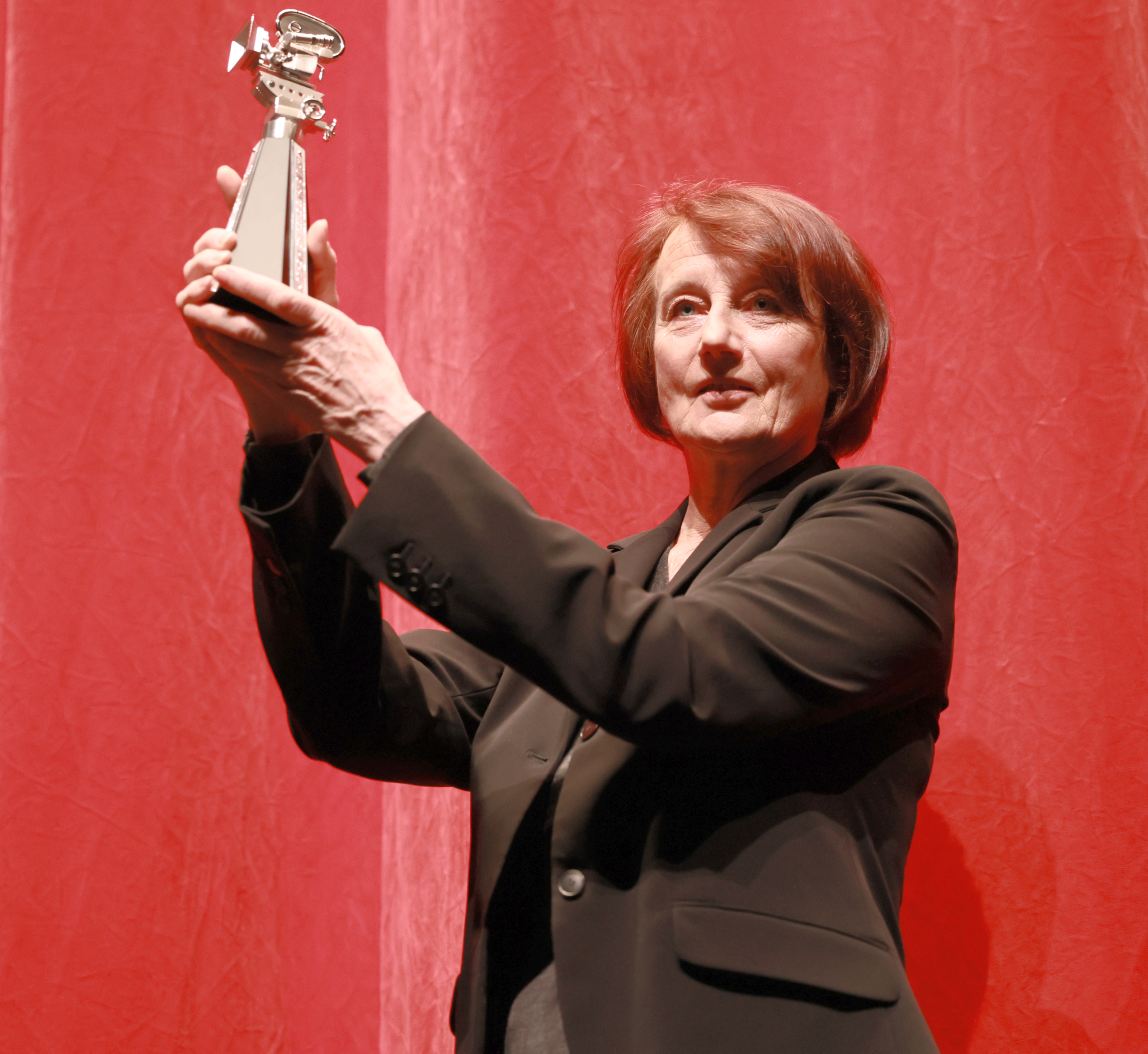
Caroline Champetier mit der Berlinale Kamera (2023)

Caroline Champetier absolvierte zunächst ein dreijähriges Studium am ehemaligen Institut des hautes études cinématographiques (IDHEC) in Paris. Nach Abschluss des Studiums im Jahr 1976 arbeitete sie für ca. neun Jahre im Team des Kameramanns William Lubtchansky. Als Assistentin von Lubtchansky war sie u. a. beteiligt an den Dreharbeiten der Filme Die Frau nebenan (La Femme d’à côté, 1981, von François Truffaut), Klassenverhältnisse (1984, von Straub-Huillet), Shoah (1985, von Claude Lanzmann) sowie, beginnend 1977 mit Merry-Go-Round, mehrerer Filme von Jacques Rivette. In diese Zeit fiel auch ihre erste Arbeit als „Chefkamerafrau“ – 1982, bei Chantal Akermans Film Eine ganze Nacht (Toute une nuit).
Seit 1987 arbeitete sie mit Regisseuren wie Jean-Luc Godard, Amos Gitai und Jacques Doillon zusammen. Als „unschlagbar“ wurde ihre Kameraführung anlässlich der Präsentation von Tokyo! (Cannes 2008) bezeichnet – Champetier hatte für diesen dreiteiligen Episodenfilm bei der Episode Merde (Regie: Leos Carax) mitgewirkt. In den Jahren 2010–2011 war sie Präsidentin des Verbandes der französischen Kameraleute AFC (Association Française des directrices et directeurs de la photographie Cinématographique).
2011 erhielt Champetier für ihre Arbeit an Von Menschen und Göttern sowohl bei den Prix Lumières als auch bei den César-Verleihungen die Auszeichnung für die „Beste Kameraarbeit“ („meilleure photographie“). Im Februar 2023 bekam die französische Kamerafrau im Haus der Berliner Festspiele die Lebenswerk-Auszeichnung Berlinale Kamera 2023. In der Preisbegründung hieß es, sie habe durch ihre zahlreichen Arbeiten, angefangen bei der Mitarbeit an einem Film von Francois Truffaut sowie einigen Kurz- und Spielfilmen von Jean-Luc Godard bis hin zu Filmen mit „digitalem Potenzial“, „einen Spannungsbogen zwischen der Nouvelle Vague und der jüngeren Generation erzeugt“.
Neben ihrer Arbeit als Kamerafrau hat Champetier auch einige eigene Filme realisiert, überwiegend kurze Dokumentarfilme für französische Fernsehsender sowie den ebenfalls TV-produzierten Spielfilm über die impressionistische Malerin Berthe Morisot (2012).
Caroline Champetier hat mit dem Schauspieler Louis-Do de Lencquesaing eine gemeinsame Tochter, die ebenfalls als Schauspielerin tätige Alice de Lencquesaing.

## Auszeichnungen (Auswahl)
- 2011: Prix Lumière / Beste Kamera 2011 – Für Von Menschen und Göttern (Des hommes et des dieux)[7]
- 2011: César 2011 / Beste Kamera („Meilleure photographie“) – Für Von Menschen und Göttern (Des hommes et des dieux)
- 2012: Chicago International Film Festival / Best Cinematography – Für Holy Motors (gemeinsam mit Yves Cape)[8]
- 2012: Bremer Filmpreis – „Für besondere Verdienste um den europäischen Film“[9]
- 2022: Prix Lumière / Beste Kamera 2022 – Für Annette
- 2023: Internationale Filmfestspiele Berlin 2023 / Berlinale Kamera – Für das Lebenswerk
- 2025: Marburger Kamerapreis – Für das Lebenswerk[10]

## Filmografie (Auswahl)
- 1982: Eine ganze Nacht (Toute une nuit)
- 1987: Armide (Episode aus Aria)
- 1987: Schütze deine Rechte (Soigne ta droite)
- 1987: Die Verliebte (L’amoureuse)
- 1988: Quand je serai jeune
- 1988: Puissance de la parole
- 1988: Die Viererbande (La bande des quatre)
- 1988: On s’est tous défilé
- 1989: Eine Frau mit 15 (La fille de 15 ans)
- 1990: Les dernières heures du millénaire
- 1990: Die Entzauberte (La désenchantée)
- 1991: Ich hör’ nicht mehr die Gitarre (J’entends plus la guitare)
- 1991: Die Verkündigung (L’annonce faite à Marie)
- 1992: Die Wache (La sentinelle)
- 1993: Les enfants jouent à la Russie
- 1993: Bittere Wahrheit (Mensonge)
- 1993: Weh mir (Hélas pour moi)
- 1995: Das einsame Mädchen (La fille seule)
- 1995: Vergiß nicht, dass du sterben musst (N’oublie pas que tu vas mourir)
- 1995: Haben (oder nicht) (En avoir (ou pas))
- 1996: C’est de l’art
- 1996: The Typewriter, the Rifle & the Movie Camera
- 1996: Ponette
- 1997: Eine saubere Affäre (Nettoyage à sec)
- 1998: Retour à Alep (Fernsehfilm)
- 1998: Schule des Begehrens (L’école de la chair)
- 1998: Alice & Martin (Alice et Martin)
- 1998: Par cœur
- 1999: Lush
- 1999: Le vent de la nuit
- 2000: Die Frau des Chefs (Selon Matthieu)
- 2001: Sobibor, 14. Oktober 1943, 16 Uhr (Sobibor, 14 octobre 1943, 16 heures)
- 2001: Ich habe dich nicht um eine Liebesgeschichte gebeten (Carrément à l’ouest)
- 2001: Cet amour-là
- 2001: H Story
- 2002: Novela
- 2002: La guerre à Paris
- 2003: Gefährliche Liebschaften (Les liaisons dangereuses) (Fernsehfilm)
- 2003: Die schrecklichen Eltern (Les parents terribles) (Fernsehfilm)
- 2003: Les visages
- 2003: La nuit sera longue
- 2003: Le génie français (Fernsehserie)
- 2004: Marie und Freud (Princesse Marie) (Fernsehfilm)
- 2004: Hier und jetzt (À tout de suite)
- 2004: Quand nous étions punk
- 2004: Gelobtes Land (Terre promise)
- 2005: Car Wash
- 2005: Eine fatale Entscheidung (Le petit lieutenant)
- 2005: Ein perfektes Paar (Un couple parfait)
- 2005: Affe unter Menschen (Carmen) (Fernsehfilm)
- 2006: Nouvelle chance
- 2006: L’intouchable
- 2007: Imago Mundi
- 2007: Im Auftrag des Terrors (L’avocat de la terreur) (Dokumentarfilm)
- 2007: L’aimée
- 2007: Le ragioni dell’aragosta
- 2007: Der Killer (Le tueur)
- 2008: Jeanne M. – Côté cour, côté cœur (Fernsehfilm)
- 2008: Später wirst du es verstehen (Plus tard tu comprendras)
- 2008: Merde (Teil des Episodenfilms Tokyo!)
- 2008: Nanayomachi
- 2008: À l’est de moi
- 2009: Villa Amalia
- 2010: Le mariage à trois
- 2010: Von Menschen und Göttern (Des hommes et des dieux)
- 2011: La ligne blanche
- 2012: Berthe Morisot (auch Regie)
- 2012: Hannah Arendt
- 2012: Holy Motors
- 2015: Ich wünsche dir ein schönes Leben (Je vous souhaite d’être follement aimée)
- 2015: Looking for Rohmer
- 2016: Agnus Dei – Die Unschuldigen (Les innocentes)
- 2021: Annette
- 2022: Par cœurs
- 2022: Les damnés ne pleurent pas
- 2023: Die Witwe Clicquot (Widow Clicquot)
- 2024: Une famille (Dokumentarfilm 82 Min)
- 2024: C'est pas moi (Kurzfilm)
- 2024: Belle (Kino-Spielfilm)